# Camurac
Camurac ist eine französische Gemeinde mit 108 Einwohnern (Stand 1. Januar 2022) im Département Aude in der Region Okzitanien. Sie gehört zum Gemeindeverband Communauté de communes Pyrénées Audoises. In Camurac gibt es das einzige Wintersportgebiet in den Pyrenäen im Département Aude. Die touristische Bezeichnung für die Region um Camurac ist Pays Cathare.

## Geografie
Camurac liegt in Südfrankreich in den Pyrenäen in der Landschaft Pays d’Aillou am Westrand des Départements Aude, 98 Kilometer südöstlich von Toulouse, 37,4 Kilometer südwestlich von Limoux, dem Sitz der Unterpräfektur des Arrondissements, und 3,9 Kilometer südwestlich von Belcaire auf einer mittleren Höhe von 1449 Metern über dem Meeresspiegel. Die Mairie steht auf einer Höhe von 1221 Metern. Nachbargemeinden von Camurac sind Belcaire im Nordosten, La Fajolle im Südosten, Montaillou im Westen sowie Comus im Nordwesten. Montaillou liegt schon im benachbarten Département Ariège. Das Gemeindegebiet hat eine Fläche von 1155 Hektar. 
Die Gemeinde ist einer Klimazone des Typs Cfb (nach Köppen und Geiger) zugeordnet: Warmgemäßigtes Regenklima (C), vollfeucht (f), wärmster Monat unter 22 °C, mindestens vier Monate über 10 °C (b). Es herrscht Seeklima mit gemäßigtem Sommer.

## Bevölkerungsentwicklung
| Jahr                       | 1962 | 1968 | 1975 | 1982 | 1990 | 1999 | 2006 | 2019 |
| Einwohner                  | 179  | 160  | 176  | 134  | 149  | 132  | 119  | 102  |
| Quellen: Cassini und INSEE |      |      |      |      |      |      |      |      |

## Kultur und Sehenswürdigkeiten
Das Schloss Camurac stammt aus dem 16. Jahrhundert. Es ist in Privatbesitz und wird heute als Ferienkolonie und Pension genutzt.
Im Ortskern steht ein Wegkreuz, das 1771 errichtet wurde. Es wurde 1976 als historisches Denkmal klassifiziert. In der Kirche Saint-Just-Saint-Pasteur befinden sich weitere denkmalgeschützte Objekte. Dazu gehört ein silbernes Ziborium, das zwischen 1809 und 1819 hergestellt wurde, ein silberner Kelch, der zwischen 1819 und 1838 gefertigt wurde sowie ein Altarretabel aus dem letzten Viertel des 17. Jahrhunderts. Justus und Pastor waren zwei spanische Märtyrer.

## Wirtschaft und Infrastruktur
Im Jahr 2009 waren 62,5 Prozent der Erwerbstätigen in der Gemeinde beschäftigt, die anderen waren Pendler. 9,1 Prozent der Arbeitnehmer waren arbeitslos.
Es gibt ein Sportgeschäft und eine Grundschule in Camurac. Der nächste Bahnhof steht in der 10,5 Kilometer entfernten Gemeinde Ax-les-Thermes. Der nächste Flughafen ist der 56 Kilometer entfernt liegende Flughafen Carcassonne.

### Lokale Produkte
Auf dem Gemeindegebiet gelten geschützte geographische Angaben (IGP) für Schinken (Jambon de Bayonne), Tomme des Pyrénées und Weine mit der Bezeichnung Pays d’Oc und Aude.